# Cherryville (North Carolina)
|  | Dieser Artikel wurde aufgrund von inhaltlichen Mängeln auf der Qualitätssicherungsseite des Projektes USA eingetragen. Hilf mit, die Qualität dieses Artikels auf ein akzeptables Niveau zu bringen, und beteilige dich an der Diskussion! Eine nähere Beschreibung der zu behebenden Mängel fehlt. |

Cherryville ist eine City im Nordwesten von Gaston County, North Carolina, USA. Beim Zensus 2020 wurden von der Statistikbehörde United States Census Bureau 6.078 Bewohner ermittelt. Der Ort lebte ursprünglich von der Landwirtschaft. Ende des 19. Jahrhunderts kam etwas Textilindustrie hinzu.

## Geographie
Der Ort liegt bei den Koordinaten 35° 23' 3.86" Nord 81° 22' 41.44" West auf einer Höhe von 291 Metern über dem Meeresspiegel etwa 50 Kilometer nordnordwestlich von Charlotte. Die 15,06 km² große Fläche des Gebietes setzt sich zusammen aus 15,03 km² Land- und 0,03 km² Wasserfläche. In Cherryville kreuzen sich die North Carolina State Routes NC-150, NC-274 und NC-279.